# Collegio plurinominale Lazio 2 - 01 (2020)
Il collegio elettorale plurinominale Lazio 2 - 01 è un collegio elettorale plurinominale della Repubblica italiana per l'elezione della Camera dei deputati.

## Territorio
Come previsto dalla legge n. 51 del 27 maggio 2019, il collegio è stato definito tramite decreto legislativo all'interno della circoscrizione Lazio 2.
Il collegio comprende la zona definita dai due collegi uninominali Lazio 2 - 01 (Viterbo) e Lazio 2 - 02 (Rieti) quindi le intere province di Viterbo e di Rieti e i 36 comuni della città metropolitana di Roma Capitale appartenenti alla circoscrizione Lazio 2.
| Comuni appartenenti al collegio plurinominale Lazio 2 - 01 | Comuni appartenenti al collegio plurinominale Lazio 2 - 01 | Comuni appartenenti al collegio plurinominale Lazio 2 - 01 | Comuni appartenenti al collegio plurinominale Lazio 2 - 01 |
| Collegio uninominale                                       | Comuni della Provincia di Viterbo | Comuni della Provincia di Rieti | Comuni della Città Metropolitana di Roma Capitale |
| ---------------------------------------------------------- | --- | --- | --- |
| Lazio 2 - p01 (Viterbo)                                    | - Acquapendente - Arlena di Castro - Bagnoregio - Barbarano Romano - Bassano in Teverina - Bassano Romano - Blera - Bolsena - Bomarzo - Canepina - Canino - Capodimonte - Capranica - Caprarola - Castiglione in Teverina - Celleno - Cellere - Civitella d'Agliano - Farnese - Gradoli - Graffignano - Grotte di Castro - Ischia di Castro - Latera - Lubriano - Marta - Montalto di Castro - Monte Romano - Montefiascone - Onano - Oriolo Romano - Orte - Piansano - Proceno - Ronciglione - San Lorenzo Nuovo - Soriano nel Cimino - Sutri - Tarquinia - Tessennano - Tuscania - Valentano - Vasanello - Vejano - Vetralla - Villa San Giovanni in Tuscia - Viterbo - Vitorchiano | - | - Allumiere - Cerveteri - Civitavecchia - Ladispoli - Santa Marinella - Tolfa |
| Lazio 2 - p02 (Rieti)                                      | - Calcata - Carbognano - Castel Sant'Elia - Civita Castellana - Corchiano - Fabrica di Roma - Faleria - Gallese - Monterosi - Nepi - Vallerano - Vignanello | - Accumoli - Amatrice - Antrodoco - Ascrea - Belmonte in Sabina - Borbona - Borgo Velino - Borgorose - Cantalice - Cantalupo in Sabina - Casaprota - Casperia - Castel di Tora - Castel Sant'Angelo - Castelnuovo di Farfa - Cittaducale - Cittareale - Collalto Sabino - Colle di Tora - Collegiove - Collevecchio - Colli sul Velino - Concerviano - Configni - Contigliano - Cottanello - Fara in Sabina - Fiamignano - Forano - Frasso Sabino - Greccio - Labro - Leonessa - Longone Sabino - Magliano Sabina - Marcetelli - Micigliano - Mompeo - Montasola - Monte San Giovanni in Sabina - Montebuono - Monteleone Sabino - Montenero Sabino - Montopoli di Sabina - Morro Reatino - Nespolo - Orvinio - Paganico Sabino - Pescorocchiano - Petrella Salto - Poggio Bustone - Poggio Catino - Poggio Mirteto - Poggio Moiano - Poggio Nativo - Poggio San Lorenzo - Posta - Pozzaglia Sabina - Rieti - Rivodutri - Rocca Sinibalda - Roccantica - Salisano - Scandriglia - Selci - Stimigliano - Tarano - Toffia - Torri in Sabina - Torricella in Sabina - Turania - Vacone - Varco Sabino | - Anguillara Sabazia - Bracciano - Campagnano di Roma - Canale Monterano - Capena - Castelnuovo di Porto - Civitella San Paolo - Fiano Romano - Filacciano - Formello - Magliano Romano - Manziana - Mazzano Romano - Monteflavio - Montelibretti - Monterotondo - Montorio Romano - Moricone - Morlupo - Nazzano - Nerola - Palombara Sabina - Ponzano Romano - Riano - Rignano Flaminio - Sacrofano - Sant'Angelo Romano - Sant'Oreste - Torrita Tiberina - Trevignano Romano |

## XIX legislatura

### Risultati elettorali
|                               | Fratelli d'Italia                                       | 150 522 | 36,12 | 1 | 216 180 | 51,87 | 2 |  |  |
|                               | Forza Italia                                            | 32 272  | 7,74  | – | 216 180 | 51,87 | 2 |  |  |
|                               | Lega per Salvini Premier                                | 31 349  | 7,52  | – | 216 180 | 51,87 | 2 |  |  |
|                               | Noi Moderati                                            | 2 037   | 0,49  | – | 216 180 | 51,87 | 2 |  |  |
|                               | Partito Democratico - Italia Democratica e Progressista | 67 907  | 16,29 | 1 | 92 552  | 22,21 | – |  |  |
|                               | Alleanza Verdi e Sinistra                               | 13 154  | 3,16  | – | 92 552  | 22,21 | – |  |  |
|                               | +Europa                                                 | 9 247   | 2,22  | – | 92 552  | 22,21 | – |  |  |
|                               | Impegno Civico – Centro Democratico                     | 2 244   | 0,54  | – | 92 552  | 22,21 | – |  |  |
|                               | Movimento 5 Stelle                                      | 59 012  | 14,16 | – | 59 012  | 14,16 | – |  |  |
|                               | Azione - Italia Viva                                    | 25 738  | 6,18  | – | 25 738  | 6,18  | – |  |  |
|                               | Italexit                                                | 8 999   | 2,16  | – | 8 999   | 2,16  | – |  |  |
|                               | Unione Popolare                                         | 7 183   | 1,72  | – | 7 183   | 1,72  | – |  |  |
|                               | Italia Sovrana e Popolare                               | 7 072   | 1,70  | – | 7 072   | 1,70  | – |  |  |
| Totale                        | Totale                                                  | 416 736 | 100   | 2 | 416 736 | 100   | 2 |  |  |
|                               |                                                         |         |       |   |         |       |   |  |  |
| Voti non validi               | Voti non validi                                         | 17 168  | 3,96  |   |         |       |   |  |  |
| Votanti                       | Votanti                                                 | 433 904 | 65,82 |   |         |       |   |  |  |
| Elettori                      | Elettori                                                | 659 183 |       |   |         |       |   |  |  |
|                               |                                                         |         |       |   |         |       |   |  |  |
| Data: 25 settembre 2022       |                                                         |         |       |   |         |       |   |  |  |
| Fonte: Ministero dell'interno |                                                         |         |       |   |         |       |   |  |  |

### Eletti

#### Eletti nei collegi uninominali
Eletti nella coalizione di centro-destra (FdI - Lega - FI - NM)
| Collegio uninominale | Eletto | Eletto            | Partito           |
| -------------------- | ------ | ----------------- | ----------------- |
| 1. Viterbo           |        | Mauro Rotelli     | Fratelli d'Italia |
| 2. Rieti             |        | Paolo Trancassini | Fratelli d'Italia |

#### Eletti nella quota proporzionale
| Fratelli d'Italia | Partito Democratico-IDP |
| ----------------- | ----------------------- |
|                   |                         |
| Massimo Milani    | Marianna Madia          |